# Chauncey Billups
Chauncey Ray Billups (Denver, Colorado, 25. rujna 1976.) američki je profesionalni košarkaš. Igra na poziciji razigravača, a trenutačno je član NBA momčadi Denver Nuggetsa. Izabran je u 1. krugu (3. ukupno) NBA drafta 1997. od strane Boston Celticsa. Dobio je nadimak Mr. Big Shot zbog svojih odlučujućih koševa u vrijeme dok je igrao za Detroit Pistonse.

## Srednja škola
Billups je pohađao srednju školu Georg Washington High School. Izabran je četiri puta na All-Star utakmicu, proglašen je tri puta Colorado Mr.Basketball i dva puta za Colorado igrača godine. 1995. izabran je u McDonald's All-American momčad, ali nije igrao zbog ozljede ramena s kojom je u kasnijoj karijeri i imao problema.

## Sveučilište
Billups je pohađao sveučilište u Coloradu. U prve dvije sezone prosječno je postizao 18.5 poena. Tijekom sezone 1996./97. izabran je u Big East 12 prvu petorku i Basketball Times All-American prvu petorku. Te iste godine Billups je predvodio Buffaloese do prve NCAA pobjede protiv Indiane 80:62 u zadnjih 30 godina.

## NBA

### Rana karijera
Izabran je kao treći izbor NBA drafta 1997. od strane Boston Celticsa. Ubrzo je mijenjan u Toronto Raptorse za Kennyja Andersona. Billups je zatim igrao za Denver te je uskoro bio mijenjan u Orlando Magic. Međutim nikada nije zaigrao za Orlando zbog ozljeda. Orlando ga je otpustio i potpisao je za Minnesotu Timberwolvese. Billups je bio zamjena za razigravača Terrella Brandona, ali je redovito igrao u prvoj petorci zbog Brandonovih čestih ozljeda.

### Detroit Pistons
U lipnju 2002. Billups je potpisao za Pistonse i zauzeo mjesto startnog razigravača momčadi. Nakon potpisivanja bio je prisiljen uzeti broj 1 zbog toga što je broj 4, kojeg je nosio na sveučilištu, umirovljen u čast Joea Dumarsa. Billups se ubrzo iskazao kao važan igrač momčadi i u obrani i u ključnim trenutcima. Predvodio je momčad do osvajanja NBA naslova 2004. preko favoriziranih Lakersa. Tijekom finala prosječno je postizao 21 poen i 5.2 asistencije te je proglašen najkorisnijim igračem NBA finala. Iduće sezone izabran je u All-Defensive drugu petorku zajedno sa svojim suigračem Tayshaunom Princeom. Pistonsi su došli do NBA finala ali su izgubili od San Antonio Spursa u sedam utakmica. U sezoni 2006./07. Billups je bio dokapetan momčadi. Odveo je momčad do najboljeg omjera u povijesti franšize 64-18, ali su Pistonsi propustili ući u NBA finale po prvi puta u tri godine. Predvodio je ligu u asistencijama i izgubljenim loptama. 11. srpnja 2007. potpisao je četverogodišnji ugovor vrijedan 46 milijuna američki dolara. Tijekom treće utakmice doigravanja protiv Orlando Magica, Billups je istegnuo list i nije mogao nastupiti u četvrtoj utakmici. Unatoč Billupsovom izostanku Pistonsi su dobili utakmicu 90:89 nakon Princeovog odlučujućeg koša 8.9 sekundi prije kraja. Tijekom šest provedenih sezona s Pistonsima, Billups je ostvario šest uzastopnih nastupa u finalu Istoka, dva NBA finala i jedan NBA prsten. Izabran je na All-Star utakmicu tri puta i izabran je dva puta u All-NBA momčad, te dva puta u All-Defensive drugu petorku. 

### Povratak u Denver
3. studenog 2008. Billups je mijenjan u Denver, zajedno s Antoniem McDyessom i Cheikhom Sambom za Allena Iversona. Nakon dolaska u Denver odabrao je broj 7. Prvi nastup za Nuggetse upisao je 7. studenog 2008. Postigao je 15 poena, 4 skokova i 3 asistencije za 30 minuta. Sezonu je završio s prosjekom od 17.7 poena i 6.4 asistencije. Zajedno s Anthonyjem, odveo je Nuggetse do omjera 54-28 i drugog mjesta na Zapadu. U prvom krugu lagano su prošli Hornetse u pet utakmica, uključujući pobjedu u četvrtoj utakmici od 58 razlike. Billups je postavio rekord franšize po broju postignutih trica u jednoj utakmici doigravanja sa svojih 8 trica. Postavio je i još rekord po broju ukupnih trica u doigravanju sa svojih 19 trica. Tijekom te serije Billups je prosječno postizao 22.6 poena, 7.4 asistencije i 3.8 postignutih trica po utakmici. U prvoj sezoni s Nuggetsima, Billups ih je doveo do finala Zapada, prvi puta nakon 1985. To mu je bio 7. uzastopni nastup u finalu neke konferencije i time se pridružio Magicu Johnsonu, Michaelu Cooperu, Kareemu Abdulu-Jabbaru i Kurtu Rambisu kao jedinim kojima je to uspjelo nakon dinastije Celticsa šezdesetih godina 20. stoljeća predvođeni Billom Russellom.

### Nastupi na All-Star vikendu
2006. godine Billups je sa svojim suigračima Richardom Hamiltonom, Rasheedom Wallaceom i Benom Wallaceom izabran za sudjelovanje na All-Star utakmici. Pod vodstvom svog trenera Filipa Saundersa, Pistonsi nisu uspjeli odvesti Istok do pobijede. Tijekom All-Star vikenda 2006. Billups je sudjelovao na natjecanju u tricama, ali bez većeg uspjeha jer je ispao u prvom krugu sa samo 12 ubačaja. Tijekom All-Star vikenda 2007. Billups je s Billom Laimbeerom i Swin Cash osvojio Shooting Stars natjecanje i sa svojim suigračem Richardom Hamiltonom sudjelovao na All-Star utakmici ali kao zamjena. Također i 2008. sudjelovao je na All-Star utakmici sa svojim suigračima Richardom Hamiltonom i Rasheedom Wallaceom, ali i ovaj puta kao zamjena. 2009. Billups je bio jedini Nugget na All-Star utakmici. 2010. godine Billups je imenovan zamjenom za ozlijeđenog Chrisa Paula te je tako ostvario svoj peti nastup na All-Star utakmici.

### Dostignuća u NBA karijeri
| Kategorija                          | Učinak karijere | Suparnik/Datum                                  |
| ----------------------------------- | --------------- | ----------------------------------------------- |
| Poeni                               | 39              | protiv Los Angeles Lakersa, 5. veljače 2010.    |
| Postignuti pokušaji za poen iz igre | 12              | 2 puta                                          |
| Pokušaji za poen iz igre            | 24              | protiv Phoenix Sunsa, 18. siječnja 2002.        |
| Postignute trice                    | 9               | protiv Los Angeles Lakersa, 5. veljače 2010.    |
| Pokušaji za tri poena               | 13              | protiv Phoenix Sunsa, 28. ožujka 2003.          |
| Ostvarena slobodna bacanja          | 18              | protiv Washington Wizardsa, 25. studenog 2006.  |
| Pokušaji slobodnih bacanja          | 19              | protiv Washington Wizardsa, 25. studenog 2006.  |
| Napadački skokovi                   | 5               | protiv Vancouver Grizzliesa, 15. siječnja 1998. |
| Obrambeni skokovi                   | 11              | protiv Indiana Pacersa, 29. prosinca 2006.      |
| Ukupno skokova                      | 12              | protiv Indiana Pacersa, 29. prosinca 2006.      |
| Asistencije                         | 19              | protiv Sacramento Kingsa, 14. prosinca 2005.    |
| Ukradene lopte                      | 7               | protiv Atlanta Hawksa, 23. siječnja 1998.       |
| Blokade                             | 3               | protiv Denver Nuggetsa, 15. veljače 2002.       |
| Odigrane minute                     | 51              | protiv New York Knicksa, 27. prosinca 2006.     |

## Reprezentacija
5. ožujka 2006., Billups je izabran na sudjelovanju u razvojnoj momčadi SAD-a za nastupanje na Svjetskom prvenstvu u Japanu 2006. i na Olimpijskim igrama u Pekingu 2008. Zbog privatnih problema, Billups je propustio sudjelovanje na Svjetskom prvenstvu, ali je 20. kolovoza 2007. izabran za sudjelovanje na kvalifikacijskom turniru za Olimpijske igre u Pekingu 2008. Ulazio je s klupe i s drugim zvjezdama momčadi odveo je reprezentaciju do 10-0 omjera i kvalifikacija na Olimpijske igre. 17. lipnja 2008. objavio je da se neće natjecati za mjesto u momčadi i nastupanje na Olimpijskim igrama zbog nekih privatnih razloga. 

## Privatni život
Billups ima tri kćeri, sa svojom suprugom Piper. Najstarija je Cydney potom slijedi Ciara, a najmlađa je Cenaiya. Billupsov dobar prijetelj, Kevin Garnett krsni je kum Ciari.

## NBA statistika

### Regularni dio
| Godina    | Klub      | Odig. uta. | Uta. poč. | Min. | 2P%  | 3P%  | Sl. bac.% | Skok. | Asist. | Ukr. lop. | Blok. | Poena |
| --------- | --------- | ---------- | --------- | ---- | ---- | ---- | --------- | ----- | ------ | --------- | ----- | ----- |
| 1997./98. | Boston    | 51         | 44        | 25.4 | .390 | .339 | .817      | 2.2   | 4.3    | 1.5       | 0.0   | 11.1  |
| 1997./98. | Toronto   | 29         | 26        | 31.7 | .349 | .316 | .919      | 2.7   | 3.3    | 1.0       | 0.1   | 11.3  |
| 1998./99. | Denver    | 45         | 41        | 33.1 | .386 | .362 | .913      | 2.1   | 3.8    | 1.3       | 0.3   | 13.9  |
| 1999./00. | Denver    | 13         | 5         | 23.5 | .337 | .171 | .841      | 2.6   | 3.0    | 0.8       | 0.2   | 8.6   |
| 2000./01. | Minnesota | 77         | 33        | 23.2 | .422 | .376 | .842      | 2.1   | 3.4    | 0.7       | 0.1   | 9.3   |
| 2001./02. | Minnesota | 82         | 54        | 28.7 | .423 | .394 | .885      | 2.8   | 5.5    | 0.8       | 0.2   | 12.5  |
| 2002./03. | Detroit   | 74         | 74        | 31.4 | .421 | .392 | .878      | 3.7   | 3.9    | 0.9       | 0.2   | 16.2  |
| 2003./04. | Detroit   | 78         | 78        | 35.4 | .394 | .388 | .878      | 3.5   | 5.7    | 1.1       | 0.1   | 16.9  |
| 2004./05. | Detroit   | 80         | 80        | 35.8 | .442 | .426 | .898      | 3.4   | 5.8    | 1.0       | 0.1   | 16.5  |
| 2005./06. | Detroit   | 81         | 81        | 36.1 | .418 | .433 | .894      | 3.1   | 8.6    | 0.9       | 0.1   | 18.5  |
| 2006./07. | Detroit   | 70         | 70        | 36.2 | .427 | .345 | .883      | 3.4   | 7.2    | 1.2       | 0.2   | 17.0  |
| 2007./08. | Detroit   | 78         | 78        | 32.3 | .448 | .401 | .918      | 2.7   | 6.8    | 1.3       | 0.2   | 17.0  |
| 2008./09. | Detroit   | 2          | 2         | 35.0 | .333 | .401 | .918      | 5.0   | 7.5    | 1.5       | 0.5   | 12.5  |
| 2008./09. | Denver    | 77         | 77        | 35.3 | .420 | .286 | .900      | 3.0   | 6.4    | 1.2       | 0.2   | 17.9  |
| Ukupno    |           | 837        | 743       | 32.1 | .416 | .388 | .889      | 2.6   | 5.6    | 1.0       | 0.1   | 15.1  |
| All-Star  |           | 4          | 0         | 17.3 | .424 | .176 | .750      | 2.8   | 5.0    | 0.2       | 0.0   | 8.5   |

### Doigravanje
| Godina    | Klub      | Odig. uta. | Uta. poč. | Min. | 2P%  | 3P%  | Sl. bac.% | Skok. | Asist. | Ukr. lop. | Blok. | Poena |
| --------- | --------- | ---------- | --------- | ---- | ---- | ---- | --------- | ----- | ------ | --------- | ----- | ----- |
| 2000./01. | Minnesota | 3          | 0         | 8.7  | .167 | .000 | 1.000     | 1.7   | .7     | .0        | .0    | 1.0   |
| 2001./02. | Minnesota | 3          | 3         | 44.7 | .451 | .400 | .700      | 5.0   | 5.7    | 1.0       | .3    | 22.0  |
| 2002./03. | Detroit   | 14         | 14        | 34.6 | .374 | .310 | .933      | 3.4   | 4.7    | .6        | .1    | 18.0  |
| 2003./04. | Detroit   | 23         | 23        | 38.3 | .385 | .346 | .890      | 3.0   | 5.9    | 1.4       | .1    | 16.4  |
| 2004./05. | Detroit   | 25         | 25        | 39.4 | .428 | .349 | .893      | 4.3   | 6.5    | 1.0       | .2    | 18.7  |
| 2005./06. | Detroit   | 18         | 18        | 39.2 | .406 | .340 | .905      | 3.4   | 6.5    | 1.2       | .1    | 17.9  |
| 2006./07. | Detroit   | 16         | 16        | 40.6 | .435 | .389 | .832      | 3.3   | 5.7    | 1.2       | .1    | 18.6  |
| 2007./08. | Detroit   | 15         | 15        | 32.0 | .401 | .375 | .832      | 2.9   | 5.5    | .8        | .1    | 16.1  |
| 2008./09. | Denver    | 16         | 16        | 38.7 | .457 | .468 | .906      | 3.8   | 6.8    | 1.2       | .2    | 20.6  |
| Ukupno    |           | 133        | 130       | 37.3 | .413 | .367 | .881      | 3.5   | 5.9    | 1.1       | .1    | 17.7  |

## Vanjske poveznice
- Profil na NBA.com
- Profil na Basketball-Reference.com